# Silická Brezová
Silická Brezová (Hongaars: Szádvárborsa) is een Slowaakse gemeente in de regio Košice, en maakt deel uit van het district Rožňava.
Silická Brezová telt 178 inwoners.